# 당동항 (통영시)
당동항은 대한민국 경상남도 통영시 도천동에 있는 어항이다. 2003년 1월 14일 어촌정주어항으로 지정하여 관리하고 있다. 시설관리자는 통영시장이다.

## 어항 구역
2003년 1월 14일 본 항의 어항구역을 고시하였다.

## 어항 시설
- 물양장 2개소, 선착장 1개소

## 같이 보기
- 통영시
- 대한민국의 어항 목록